# Objects in Mirror Are Closer Than They Appear
Objects in Mirror Are Closer Than They Appear este un film românesc din 2008 regizat de Alexandru Căpătoiu. Rolurile principale au fost interpretate de actorii Mădălina Craiu, Adrian Titieni, Vlad Zamfirescu.

## Distribuție
Distribuția filmului este alcătuită din:
- Ilinca Tuvene — Monica
- Andra Schuler
- Mădălina Nicola
- Adrian Titieni — Tatăl
- Vlad Zamfirescu — Bărbatul
- Mădălina Craiu — Alina